# Rauric
Rauric es una localidad española del municipio de Llorac, perteneciente a la provincia de Tarragona, en la comunidad autónoma de Cataluña.

## Toponimia
El nombre del lugar puede aparecer referido con las grafías Raurich y Rauric.

## Geografía
El río Corb nace en las proximidades de la localidad.

## Historia
Hacia mediados del siglo XIX, el lugar ya pertenecía al municipio de Llorac. La localidad aparece descrita en el decimotercer volumen del Diccionario geográfico-estadístico-histórico de España y sus posesiones de Ultramar de Pascual Madoz de la siguiente manera:

RAURICH: l. en la prov. de Tarragona (8 leg.), part. jud. de Montblanch (4), aud. terr., c. g. de Barcelona (12), dióc. de Vich (16), ayunt. de Llorach (1/3). sit. en un valle á orillas de un riach., con buena ventilacion y clima sano, aunque algo frio. Tiene varias casas y una capilla pública dedicada á Sta. Fe, aneja de la parr. de San Jaime de Montargull. El térm. confina N. Talavera; E. Montargull y Santa Coloma de Queralt; S. el mismo, y O. Cirera. El terreno es bastante árido; le fertiliza en parte el r. Corp, que nace junto á la pobl.; le cruzan varios caminos locales y otros que conducen á Urgel y Berdú. prod.: trigo, cebada, legumbres y patatas, pobl. y riqueza (V. el cuadro sinóptico del part.)
(Madoz, 1849, p. 377)

En 2022, la entidad singular de población tenía empadronados 15 habitantes y el núcleo de población 5 habitantes.

## Patrimonio
En la localidad hay una iglesia bajo la advocación de la Santa Fe.